# Ludvik Dimitz
Ludvik Dimitz (dímic), slovenski gozdar in narodno gospodarski delavec, * 9. september 1842, Ljubljana, † 22. april 1912, Ljubljana. 

## Življenje in delo
Po končani tedanji trirazredni realki v Ljubljani (1856) je napravil gozdarsko predprakso v Welsbergu na Tirolskem in končal državno gozdarsko šolo v Mariabrunnu pri Dunaju (1861), bil gozdarski praktikant v Radovljici (1861), gozdar na Jesenicah, gozdni upravitelj v Kostanjevici na Dolenjskem, referent za cenitve gozdov v Ljubljani (1870), deželni gozdni nadzornik Kranjske in tehniški konzulant za administracijo gozdov in domen pri finančni direkciji v Ljubljani, od 1873 direktor direkcije pri novi gozdni in domenski direkciji državnih gozdov v Gorici (za Kranjsko, Goriško in Koroško), 1877 v ministrstvu za zemljedelstvo na Dunaju, vodja državne gozdne in domenske direkcije v Gmündnu, višji gospodarski svetnik na Dunaju ter od 1890 do 1903, ko se je upokojil, vodja tehničnega oddelka za upravo državnih in zakladnih gozdov. Zaslužen je zlasti za pogozdovanje Krasa in ustanovitev velikih gozdnih drevesnic v Postojni in Senožečah ter  ustanovitev gozdarske šole (1868-1875) pri gradu Snežnik in za reorganizacijo avstrijske gozdarske službe. Objavil je več člankov o zgodovinskem razvoju gozdarstva na Kranjskem, veliko lovskih spisov, različnih razprav, leposlovnih sestavkov in pesmi, tudi v slovenščini, spisal je esej »Franz Prešeren, der Dichterfürst der Slovenen« in prevajal njegove pesmi. Napisal je tudi obsežno delo o gozdarstvu Bosne in Hercegovine. Bil je med soustanovitelji Kranjsko-primorskega gozdarskega društva (1875) in prvi doctor honoris causa (častni doktor) visoke šole za kmetijstvo in gozdarstvo na Dunaju. 